# Newark (Dakota del Sud)
Newark è una comunità non incorporata degli Stati Uniti d'America della contea di Marshall nello Stato del Dakota del Sud.

## Storia
Newark fu progettata nel 1884 e prende il nome da Newark, una città del New Jersey. Un ufficio postale chiamato Newark fu istituito nel 1883 e rimase in funzione fino al 1958.